# Optatissima Pax
Optatissima Pax (Latijn voor de lang nagestreefde vrede) was een encycliek van paus Pius XII uitgevaardigd op 18 december 1947 waarin opgeroepen werd tot gebed voor de realisering van de wereldvrede.
In de encycliek merkte de paus op dat er door het einde van de Tweede Wereldoorlog sprake was van een vorm van vrede, maar dat er binnen de samenleving nog steeds sprake was van sociale onrust. De economische crisis, veroorzaakt door de hoge militaire uitgaven, de vele verwoestingen en de werkloosheid, leidden er nog steeds toe, dat groeperingen opstonden die de orde van gerechtigheid trachtten te ondermijnen. Deze groeperingen riepen haat op en verstoorden de openbare orde wat op den duur alleen maar tot chaos zou kunnen leiden.
Als belangrijkste oorzaak van de ontwrichting van de maatschappij zag Pius XII de afkeer van de mens van het geloof. Terugkeer hiernaar zou inzichten verschaffen waardoor drogredenen vervangen werden door de zoektocht naar de waarheid en haat vervangen zou worden door christelijke liefde. Daarom riep hij vooral de kinderen op om in aanloop tot het kerstfeest (25 december 1947) te bidden. Hierdoor zou er weer ruimte komen voor liefdadigheid en meer betekenis gegeven worden aan het leven, waarin aards gewin ondergeschikt zou worden aan de goddelijke taak.